# Happy Valley (Shenzhen)
Pour les articles homonymes, voir Happy Valley.
Happy Valley est un parc d'attractions situé à Shenzhen en Chine. Il se trouve dans un domaine – Overseas Chinese Town – qui propose aux visiteurs quatre hôtels, deux terrains de golf et deux parcs dont Window of the World.

## Histoire
Happy Valley Shenzhen est le premier des parcs chinois Happy Valley.
Le propriétaire du parc, OCT, possède tous les parcs d'attractions Happy Valley ainsi que de nombreux centres de loisirs chinois. OCT est un conglomérat entre le privé et le public qui réalise de grands projets immobiliers dont la première étape est les Happy Valley. Leur concept est d'acheter de très grands terrains en périphérie des grandes mégapoles du pays, si possible bien desservis par les transports. Ils utilisent ensuite une parcelle du terrain pour y construire un parc d'attractions. Si celui-ci rencontre le succès, des chantiers de zones résidentielles sont alors entamés. Et c'est le cas, le parc est entouré de multiples zones résidentielles.

## Le parc d'attractions

### Montagnes russes
| Nom                         | Type                       | Constructeur  | Année        |
| --------------------------- | -------------------------- | ------------- | ------------ |
| Baby Coaster                | Assises junior             |               | 2008         |
| Bullet Coaster              | Lancées                    | S&S Worldwide | 2012         |
| Mine Coaster                | Assises / Train de la mine | Vekoma        | 1er mai 2002 |
| Snow Mountain Flying Dragon | Inversées                  | Vekoma        | 1er mai 2002 |
| Wild Elfin                  | Tournoyantes               | Golden Horse  | 2008         |

### Attractions aquatiques
| Nom                     | Type                     | Constructeur | Année |
| ----------------------- | ------------------------ | ------------ | ----- |
| Gold Mine River Rafting | Rivière rapide en bouées | Golden Horse |       |
| Jungle Water Fight      | Splash Battle            |              |       |
| Shoot the Chute         | Shoot the Chute          | Golden Horse |       |

### Parcours scéniques
| Nom                  | Type                         | Constructeur      | Année |
| -------------------- | ---------------------------- | ----------------- | ----- |
| North Pole Adventure | Parcours scénique interactif | Sally Corporation | 2009  |

### Autres attractions
| Nom                  | Type             | Constructeur  | Année |
| -------------------- | ---------------- | ------------- | ----- |
| Energy Storm         | Energy Storm     | Zamperla      |       |
| Flight of the Dragon | Flying theater   | Huss Rides    | 2010  |
| Hopping Frog         | Jump Around      | Zamperla      |       |
| Lucky Wheels         | Chaises volantes | Zamperla      |       |
| Perfect Storm        | Top Spin         | Huss Rides    | 2002  |
| Power Surge          | Power Surge      | Zamperla      |       |
| Sky Drop             | Sky Drop         | Zamperla      |       |
| Sky Flier            | Kite Flyer       | Zamperla      |       |
| Space Shot           | Space Shot       | S&S Worldwide |       |
| UFO                  | Disk'O           | Zamperla      |       |